# Anneau D
L’anneau D est un des anneaux de la planète géante gazeuse Saturne.
Il est le plus interne des anneaux de cette planète.

## Découverte
L’anneau D a été observé, pour la première fois, en 1933, par Nikolaï Barabachov et Semejkin puis, le 28 octobre 1969, par l’astrophysicien français Pierre Guérin,.

## Caractéristiques

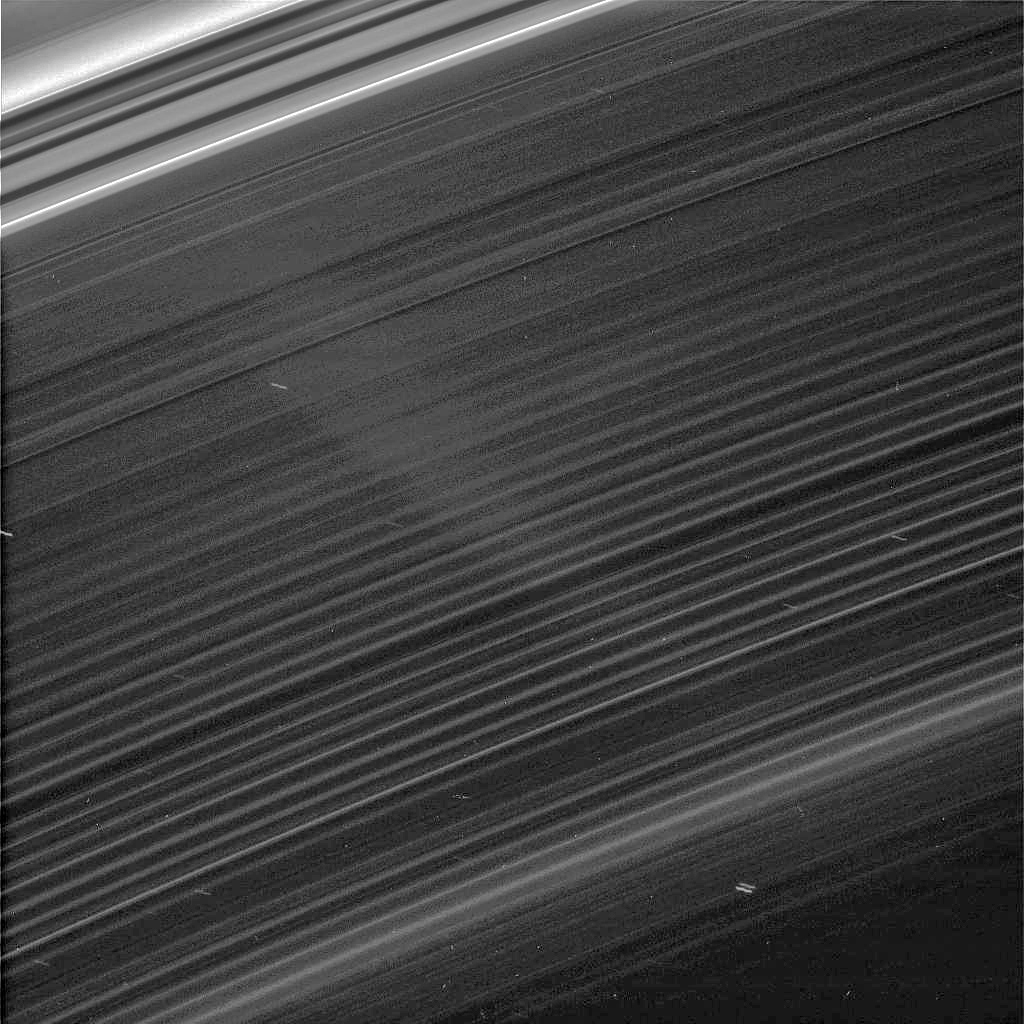
Image de l'anneau D — dont le contraste a été augmenté — prise par Cassini et montrant les annelets qu'il contient. L'anneau C, nettement plus brillant, est visible dans le coin haut-gauche.

L'anneau D débute à 66 900 km du centre de Saturne, soit moins de 7 000 km au-dessus de l'atmosphère de la planète, et s'étend jusqu'à 74 510 km. Il s'agit de l'anneau le plus interne du système des anneaux de Saturne ; il est très peu visible.
Lors du survol du système saturnien par la sonde Voyager 1, celle-ci photographia dans l'anneau D trois annelets (des structures plus lumineuses et plus denses à l'intérieur de l'anneau) qui furent désignés par D68, D72 et D73 (dans l'ordre croissant de leur distance à la planète). 25 ans après, les images prises par la mission Cassini ont indiqué que D72 s'est déplacé de 200 km vers Saturne et est devenu moins lumineux ; D68 et D73 n'ont visiblement pas subi de modifications.
Cassini a également mis en évidence la présence de structures concentriques en vagues distantes de 30 km l'une de l'autre entre D73 et l'anneau C.